# Die Hand des Omega
Die Hand des Omega (Remembrance of the Daleks) ist der 148. Handlungsstrang der britischen Science-Fiction-Fernsehserie Doctor Who. Er besteht aus 4 Episoden, die zwischen dem 5. bis 26. Oktober 1988 ausgestrahlt wurden.

## Handlung
Der Doktor und Ace landen mit der TARDIS in Shoreditch im Jahr 1963, wo sie auf Captain Gilmore und Sergeant Smith vom britischen Militär treffen, die seltsame magnetisches Felder auf einem Schrottplatz und der Coal-Hill-Schule untersuchen. Bei dem magnetischen Feld auf dem Schrottplatz handelt es sich um einen einzelnen Dalek, der allen Anschein nach dort etwas sucht. Der Doktor schafft es, den Dalek zu überwältigen, und kann Captain Gilmore und seine Soldaten rechtzeitig retten.
Bei der Untersuchung des magnetischen Feldes in der Schule findet der Doktor heraus, dass es sich dabei um einen Transmat handelt, den die Daleks dazu verwenden, sich aus dem Orbit der Erde direkt auf die Erde zu teleportieren. Laut dem Doktor scheint es so, als ob zwei verfeindete Fraktionen der Daleks auf der Erde aufgetaucht zu sein; der Transmat gehöre den imperialen Daleks, der dem Dalek-Kaiser unterstehen, während der Dalek auf dem Schrottplatz den abtrünnigen Daleks angehöre. Bevor der Doktor und Ace diesen aber deaktivieren können, materialisiert ein Dalek im Transmat und greift die beiden an. Knapp mit dem Leben entkommen, übergibt der Doktor Ace in die Obhut von Sergeant Smith, während er sich noch um eine persönliche Angelegenheit kümmern muss.
Wie sich herausstellt, hat der Doktor die Hand des Omega, einer Waffe des Wissenschaftlers Omega, mit dessen Hilfe die Daleks ganze Planeten zerstören könnten, am Vorabend auf der Erde zurückgelassen, um sie vor einer möglichen kriegerischen Verwendungen durch die Time Lords zu verstecken. Als der Doktor die Waffe auf einem Friedhof versteckt, wird er von einem Spion der abtrünnigen Daleks beobachtet, der kurz darauf die Hand aus dem Grab entfernt und in das Versteck der abtrünnigen Daleks bringt.
Auf den Straßen von Shoreditch bricht noch am selben Tag ein Krieg zwischen den imperialen und abtrünnigen Daleks aus, in dessen Zuge die Anzahl der Abtrünnigen massiv reduziert werden. Inmitten des Krieges versuchen der Doktor, Ace sowie Captain Gilmore die Hand des Omega zurückzuergattern, werden aber von den imperialen Daleks mehrfach daran gehindert. Ohne eine Möglichkeit, die Hand zurück in die Basis des britischen Militärs zu bringen, beschließt der Doktor, die Waffe umzuprogrammieren, und überlässt sie den Einheiten der imperialen Daleks.
Zurück in der Coal-Hill-Schule schafft es der Doktor mithilfe des Transmats, eine Videoverbindung mit dem Mutterschiff der imperialen Daleks herzustellen, und verlangt mit dem Kaiser der Daleks zu sprechen, bei dem es sich um Davros, dem Schöpfer der Daleks, handelt. Der Doktor provoziert Davros so lange, bis dieser die Hand des Omega einsetzt, um den Doktor und den Planeten Erde zu vernichten. Doch durch die Umprogrammierung der Hand durch den Doktor wird nicht die Erde, sondern Skaro, der Heimatplanet der Daleks, und das Mutterschiff der imperialen Daleks vernichtet.

## Produktion
Serienproduzent John Nathan-Turner wollte die Jubiläumsstaffel mit einem großen Knall beginnen lassen, weshalb er darauf bestand, dass der Doktor auf die Daleks treffen sollte. Für das Drehbuch wurde Autorenneuling Ben Aaronovitch verpflichtet, der bereits einen Entwurf für die Handlung fertiggestellt hatte. Dieser wurde jedoch verworfen und später für das Serial Excalibur's Vermächtnis neu aufgegriffen. Aaronovitch wollte unbedingt in der Geschichte einbauen, dass die Handlung im Jahr 1963 spielen sollte und dass man sieht, wie ein Dalek eine Treppe hinaufschwebt, da man sich bis zu diesem Zeitpunkt immer wieder darüber lustig gemacht hatte, dass der größte Feind der Daleks wohl Treppen seien. Der gezeigte Krieg zwischen zwei verfeindeten Dalek-Fraktionen sollte das Finale des Dalek-Bürgerkriegs darstellen, der zuletzt am Ende des Serials Planet der Toten angesprochen wurde.
Da das Serial als Teil der Jubiläumsstaffel der Serie produziert wurde, gab es auch mehrere Anspielungen auf die Vergangenheit der Serie: Die Handlung spielt einen Tag nachdem der Doktor, Susan, Ian und Barbara in Das Kind von den Sternen zu ihrer Reise durch Raum und Zeit aufgebrochen sind. Der im Serial gezeigte Schrottplatz ist derselbe wie in der allerersten Folge. In einem der Klassenzimmer beginnt Ace damit, ein Buch über die Französische Revolution zu lesen. Es ist dasselbe Buch, das Susan in der ersten Folge liest. Der Doktor erwähnt in den vier Folgen die Geschehnisse der Serials The Dalek Invasion of Earth von 1964, The Web of Fear von 1968, Genesis of the Daleks von 1974 und Terror of the Zygons von 1975. Außerdem verwechselt er Captain Gilmore namentlich mehrere Male mit Brigadier Lethbridge-Stewart.

## Einschaltquoten
1. Remembrance of the Daleks – Part 1: 5,5 Millionen Zuschauer
2. Remembrance of the Daleks – Part 2: 5,8 Millionen Zuschauer
3. Remembrance of the Daleks – Part 3: 5,1 Millionen Zuschauer
4. Remembrance of the Daleks – Part 4: 5,0 Millionen Zuschauer

## Besetzung und Synchronisation

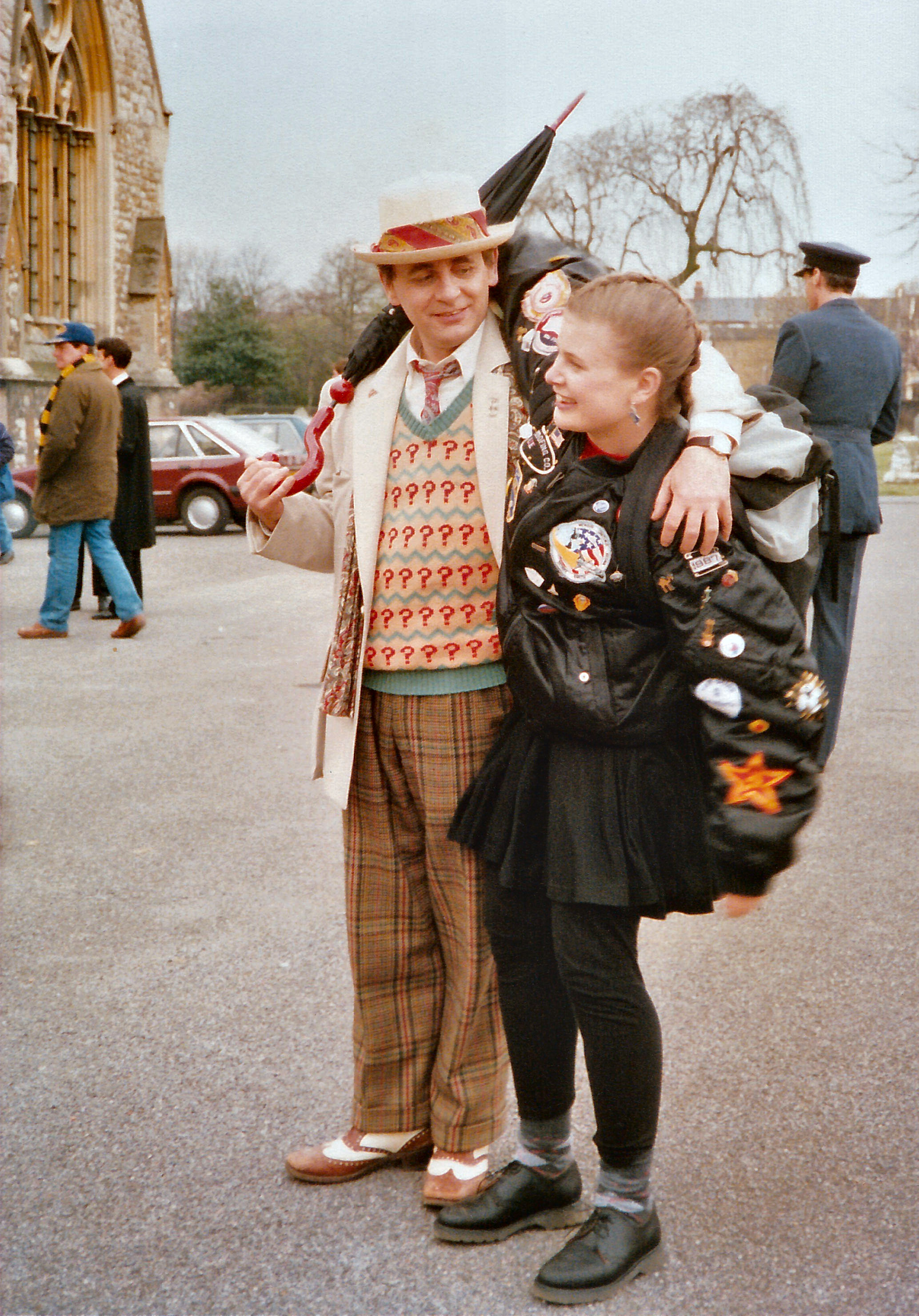
Sylvester McCoy und Sophie Aldred bei den Dreharbeiten

Die Synchronisation der Geschichte übernahm H.W. Film in München unter der Regie von Hendrik Wiethase, der auch das Dialogbuch verfasste.
| Rolle                | Schauspieler                         | Synchronsprecher             |
| -------------------- | ------------------------------------ | ---------------------------- |
| Der Doktor           | Sylvester McCoy                      | Michael Schwarzmaier         |
| Ace                  | Sophie Aldred                        | Carin C. Tietze              |
| Captain Gilmore      | Simon Williams                       | Klaus Guth                   |
| Sergeant Mike Smith  | Dursley McLinden                     | Erhard Hartmann              |
| Rachel Jensen        | Pamela Salem                         | Marion Hartmann              |
| Allison Williams     | Karen Gledhill                       | Ruth Fischer                 |
| Ratcliffe            | George Sewell                        | Horst Sachtleben             |
| Schuldirektor        | Michael Sheard                       | Walter Reichelt              |
| Harry                | Harry Fowler                         | Ulrich Bernsdorff            |
| Judith Winters       | Jasmine Breaks                       | Sabine Bohlmann              |
| Embery               | Peter Hamilton Dyer                  | Klaus Kessler                |
| Vicar                | Peter Halliday                       | Ulf J. Söhmisch              |
| John                 | Joseph Marcell                       | Stephan Hoffmann             |
| Martin               | William Thomas                       | Thomas Reiner                |
| Kaufman              | Derek Keller                         | Gerd Rigauer                 |
| Davros               | Terry Molloy                         | Werner Abrolat               |
| Dalek Kampf Computer | John Leeson                          | Willi Röbke                  |
| Daleks               | Roy Skelton Royce Mills Brian Miller | Willi Röbke Hendrik Wiethase |

## Veröffentlichung
In England erschien zunächst eine Romanadaption des Serials im Juni 1990, ebenfalls von Ben Aaronovitch geschrieben. Dabei waren auch Szenen enthalten, die aus der gesendeten Version des Serials entfernt wurden, wie diverse Rückblicke auf Gallifrey und die Entstehung der Hand des Omega. Auch wurde eine mysteriöse Figur namens „The Other“ in den Rückblicken eingebaut, bei dem es sich um eine frühe Inkarnation des Doktors handeln soll. Eine Neuauflage der Romanversion erschien 2013 im Zuge der Doctor-Who-Jubiläumssammelreihe. Das Serial selbst wurde zusammen mit dem Serial The Chase im September 1993 auf Video veröffentlicht. Auf DVD erschien es erstmals am 26. Februar 2001, wobei bei der DVD mehrere Fehler im Videomaster enthalten waren und auch zwei Lieder der Beatles aus rechtlichen Gründen entfernt werden mussten. Am 20. Juli 2009 erschien eine Neuauflage der DVD als Teil des The Complete Davros Collection-Box-Sets, wobei dieses Mal die Fehler im Videomaster beseitigt und die beiden Lieder der Beatles wieder enthalten waren.
In Deutschland wurde das Serial zunächst vom 11. Februar bis 4. März 1990 auf dem Privat-Sender RTL Plus erstausgestrahlt und in den folgenden Jahren in mehrere Wiederholungen gesendet, unter anderem auch eine Omnibus-Variante, in den die vier Teile als ein „Film“ gesendet wurde. Auf DVD erschienen die Folgen am 27. Februar 2015 als Teil des Doctor Who – Der siebte Doktor Volume 2-DVD-Sets und im Dezember 2017 als Teil des Doctor Who – Der siebte Doktor: Special Collector’s Edition-Box-Sets. Zusätzlich veröffentlichte Bastei Lübbe eine deutsche Übersetzung der Romanadaption und eine Hörbuchvariante, vorgelesen von Michael Schwarzmaier, am 21. Juli 2017.